# Serafí Llantió
Serafí Llantió (en francès Séraphin Lampion) és un personatge de ficció de còmic de Les aventures de Tintín, del dibuixant belga Hergé. Aquest personatge és l'únic que té un ofici a més d'una veritable família; també és líder de la seua comunitat on participa en nombroses activitats. Apareix per primera vegada a L'afer Tornassol, concretament la seva primera aparició completa es produeix a la cinquena pàgina de la història publicada originalment a la revista Tintin el 19 de gener de 1955. A la darrera vinyeta de l'entrega anterior ja apareixia el seu puny dret enguantat picant a la porta.

## Biografia de ficció
En Serafí Llantió és un agent d'assegurances de la companyia "No badis", radioafeccionat i president del Club del Volant i de Els Reis de la Saragota. Sovint parla del seu oncle Bartomeu, que era barber.
Al capità Haddock no li cau gens bé en Serafí Llantió, personatge basat en un venedor que va presentar-se a casa d'Hergé i ell mateix es va convidar a entrar. Llantió apareix tard a la sèrie, començant a L'afer Tornassol. També apareix a Stoc de coc, Les joies de la Castafiore, Vol 714 a Sidney i Tintín i els "Pícaros".
Apareix quatre vegades a L'afer Tornassol: convidant-se a entrar al castell del Molí, interferint en una important transmissió de ràdio del capità Haddock, interrompent repetidament una trucada del capità a en Nèstor i traslladant-se al castell del Molí amb la seva família mentre en Tintín i companyia són fora. En Tintín, que rarament s'enfada, no s'hi immuta, però el capità deixa anar algunes frases memorables:
| « | No hi ha res a fer, senyor Llantió. Tinc fetes totes les assegurances possibles i imaginables. Sí, totes. Estic assegurat de la vida, contra els accidents, contra la pedregada, la pluja, les inundacions, les onades gegantines i els ciclons; contra el còlera, contra la grip i contra el brom, contra les arnes, els corcs i la llagosta... Us dic que les tinc totes. L'única assegurança que em falta fer és contra els llaunes! | » |